# Groenrugbekarde
De groenrugbekarde (Pachyramphus viridis) is een zangvogel uit de familie Tityridae.

## Verspreiding en leefgebied
Deze soort komt voor in het noorden, oosten en midden van Zuid-Amerika. Er zijn twee ondersoorten:
- P. v. griseigularis: O-Venezuela, NW-Guyana en NO-Brazilië langs de Amazonerivier.
- P. v. viridis: van O-Bolivia tot O- en Z-Brazilië, Paraguay en N-Argentinië.

griseigularis
viridis

## Status
De grootte van de populatie is niet gekwantificeerd maar de soort wordt omschreven als schaars en met een versnipperde verspreiding. Op de Rode lijst van de IUCN heeft deze soort de status niet bedreigd.